# Amanda Coetzer
Amanda Coetzer (ur. 22 października 1971 w Hoopstadzie) – południowoafrykańska tenisistka.

## Kariera tenisowa
Jedna z najniższych zawodniczek (1,58 m) w kobiecym cyklu rozgrywek, wyróżniająca się dobrą pracą nóg i regularnością uderzeń. Od stycznia 1988 tenisistka zawodowa, od 1989 nieprzerwanie w czołowej setce rankingu; w 1992 awansowała do pierwszej dwudziestki, w listopadzie 1997 osiągnęła swoją najwyższą pozycję na liście światowej – nr 3.
Sezony 1992–2001 kończyła w czołowej dwudziestce na świecie; 2002–2003 tuż za dwudziestką (21 i 25). W latach 1993–2001 uczestniczyła w turniejach WTA Finals, bez większych sukcesów (dwukrotnie awans do ćwierćfinału). Dwukrotnie występowała także w WTA Finals deblistek (1993 i 2001).
W turniejach wielkoszlemowych trzykrotnie półfinalistka w grze pojedynczej – 1996 w Australian Open wyeliminowała wschodzącą gwiazdę, Szwajcarkę Martinę Hingis i uległa w półfinale Niemce Anke Huber; rok później w Australian Open w półfinale przegrała z Hingis. Na French Open w 1997 w półfinale przegrała z późniejszą triumfatorką, Chorwatką Ivą Majoli. W latach 1994, 1996 i 1998 dochodziła do ćwierćfinału na US Open, w 2001 była w ćwierćfinale Australian Open. Na Wimbledonie zaszła najwyżej do czwartej rundy, w 1994.
Wygrała dziewięć imprez rangi WTA Tour w grze pojedynczej, m.in. Acapulco 2001 i 2003, Hilton Head 1998, Praga 1994. Również dziewięć turniejów wygrała w deblu – m.in. Amelia Island i Berlin 1995 (w parze z Inés Gorrochategui z Argentyny) oraz Oklahoma City i Bahia w 2001 (z Lori McNeil, USA).
Reprezentantka RPA w Fed Cup oraz na igrzyskach olimpijskich 1992, 1996 i 2000. Zwyciężczyni Pucharu Hopmana 2000, w parze z Wayne’em Ferreirą.
Była jedną z najtrudniejszych przeciwniczek dla Niemki Steffi Graf; jeden z ich pojedynków, na kortach w Berlinie, zakończył się zwycięstwem Coetzer 6:0, 6:1 i był najdotkliwszą porażką w karierze Graf. Coetzer wyeliminowała także Graf w Australian Open 1997 i wielokrotnie stawiała jej zdecydowany opór.

## Finały turniejów WTA
| Legenda                | Legenda |
| ---------------------- | ------- |
| Wielki Szlem           |         |
| Igrzyska olimpijskie   |         |
| WTA Tour Championships |         |
| 1988 – 2008            |         |
| Kategoria I            |         |
| Kategoria II           |         |
| Kategoria III          |         |
| Kategoria IV           |         |
| Kategoria V            |         |

### Gra pojedyncza (9–12)
| Końcowy wynik | Nr  | Data                 | Turniej       | Nawierzchnia | Przeciwniczka           | Wynik finału  |
| ------------- | --- | -------------------- | ------------- | ------------ | ----------------------- | ------------- |
| Finalistka    | 1.  | 27 października 1991 | Dorado        | Twarda       | Julie Halard            | 5:7, 5:7      |
| Zwyciężczyni  | 1.  | 16 stycznia 1993     | Melbourne     | Twarda       | Naoko Sawamatsu         | 6:2, 6:3      |
| Finalistka    | 2.  | 28 lutego 1993       | Indian Wells  | Twarda       | Mary Joe Fernández      | 6:3, 1:6, 6:7 |
| Zwyciężczyni  | 2.  | 26 września 1993     | Tokio         | Twarda       | Kimiko Date             | 6:3, 6:2      |
| Finalistka    | 3.  | 27 lutego 1994       | Indian Wells  | Twarda       | Steffi Graf             | 0:6, 4:6      |
| Zwyciężczyni  | 3.  | 15 maja 1994         | Praga         | Ceglana      | Åsa Carlsson            | 6:1, 7:6      |
| Finalistka    | 4.  | 20 sierpnia 1995     | Toronto       | Twarda       | Monica Seles            | 0:6, 1:6      |
| Finalistka    | 5.  | 22 października 1995 | Brighton      | Dywanowa     | Mary Joe Fernández      | 4:6, 5:7      |
| Finalistka    | 6.  | 25 lutego 1996       | Oklahoma      | Twarda       | Brenda Schultz-McCarthy | 3:6, 2:6      |
| Zwyciężczyni  | 4.  | 27 kwietnia 1997     | Budapeszt     | Ceglana      | Sabine Appelmans        | 6:1, 6:3      |
| Finalistka    | 7.  | 28 września 1997     | Lipsk         | Dywanowa     | Jana Novotná            | 2:6, 6:4, 3:6 |
| Zwyciężczyni  | 5.  | 26 października 1997 | Luksemburg    | Dywanowa     | Barbara Paulus          | 6:4, 3:6, 7:5 |
| Zwyciężczyni  | 6.  | 5 kwietnia 1998      | Hilton Head   | Ceglana      | Irina Spîrlea           | 6:3, 6:4      |
| Finalistka    | 8.  | 7 lutego 1999        | Tokio         | Dywanowa     | Martina Hingis          | 2:6, 1:6      |
| Finalistka    | 9.  | 28 lutego 1999       | Oklahoma      | Twarda       | Venus Williams          | 4:6, 0:6      |
| Finalistka    | 10. | 14 maja 2000         | Berlin        | Ceglana      | Conchita Martínez       | 1:6, 2:6      |
| Zwyciężczyni  | 7.  | 21 maja 2000         | Antwerpia     | Ceglana      | Cristina Torrens Valero | 4:6, 6:2, 6:3 |
| Zwyciężczyni  | 8.  | 4 marca 2001         | Acapulco      | Ceglana      | Jelena Diemientjewa     | 2:6, 6:1, 6:2 |
| Finalistka    | 11. | 15 kwietnia 2001     | Amelia Island | Ceglana      | Amélie Mauresmo         | 4:6, 5:7      |
| Finalistka    | 12. | 22 lutego 2003       | Memphis       | Twarda       | Lisa Raymond            | 3:6, 2:6      |
| Zwyciężczyni  | 9.  | 2 marca 2003         | Acapulco      | Ceglana      | Mariana Díaz-Oliva      | 7:5, 6:3      |